# 天下統一シリーズ
『天下統一シリーズ』（てんかとういつしりーず）は、システムソフトおよびシステムソフト・アルファーから発売されている歴史シミュレーションゲームのシリーズ。1989年にPC-98用ソフトとして『天下統一』の第1作が発売された後、さまざまなパソコン機種や家庭用ゲーム機に移植、および続編作品が発売された。初代から『III』までのゲームデザインは黒田幸弘が担当した。

## 概要
本作は、戦国時代を舞台に、戦国大名となって日本全国を統一する事を目的としたゲームである。ボードゲーム『戦国大名』をベースに、派手な演出や武将画像などの無駄を省き、斬新なゲームシステムを加えた戦略的駆け引きに特化した内容により、一時期はコーエーの「信長の野望シリーズ」と戦国時代を題材にしたシミュレーションゲームの二大勢力を築いていた。
初代『天下統一』では、1国に1大名でゲームが開始された。そのため、ゲーム開始時点（1551年）で今川家（駿河国）の譜代家臣であるはずの飯尾家（遠江国）が独立しているなど、あえて時代考証を無視している部分がある。システムとしては当時ヒットしていた光栄（現コーエー）の『信長の野望・全国版』が、国単位でシミュレートを行なっていたのに対し、本作では城及び街道をシミュレートする部分まで踏み込んでいる。また、国家経営の部分よりは合戦を楽しむことを旨としてデザインされている。
1991年に発売された『天下統一II』では、初代の問題点であった1国に1大名制限がなくなり、よりリアルな勢力図となった。また外交に従属・臣従システムが導入され、武力でなく外交で統一することもできるようになった。その後、1992年には追加キットの『天下統一IIパワーアップセット』も発売された。この『天下統一II』には根強い人気を博し、シナリオエディタなども開発され、独自シナリオなどが盛んに発表されている。
以後、2001年に「ダブル・インパルスシステム」（連続合戦が可能）などを導入した『天下統一III』、その後システムソフト・アルファーにゲーム部門が移管され、2002年に「関ヶ原システム」（統一後のプレイ状況に応じて東西2勢力に天下が二分されたシナリオを生成する）を導入した『天下統一IV』、2008年に顔グラフィックや姫武将、一騎討ち、海戦などの新要素を追加した『天下統一V』が発売された。また、Windows版などに移植やリメイク作品も数多く制作された。
その他、本作のシステムをベースにした派生作品も制作され、2003年に『三国志』を題材にした『三国志英雄伝』、2008年に戦国武将を擬女化したアダルトゲーム『戦極姫 -戦乱の世に焔立つ-』シリーズ、2010年に三国志英雄伝をアダルトゲーム化した『三極姫 -乱世、天下三分の計-』シリーズ（後2シリーズの発売元であるげーせん18は、システムソフト・アルファーのアダルトゲームブランド）が発売されている。

## ゲームシステム
コーエーの「信長の野望シリーズ」と比較すると、『V』、『SSB』以外は武将の顔アイコンもなく、派手な演出は一切ない。システムも簡略な仕様で、プレイヤーは選択した大名の能力に応じたCP（コマンドポイント）の範囲内でコマンドを出す。特に合戦はマスが十数個の小さな盤上で行われ、前進、後退、攻撃、突撃、鉄砲、交替などのみで非常にシンプルである。だが、その分将棋的な駆け引きが重要であり、士気値の導入などと合わせて、戦略性が要求される仕上がりとなっている。戦略性が高く、手を抜けないCPU側の大名の手ごわさがある。

## シリーズ

### PC-8800版
- 天下統一88（発売中止）

### PC-9800版
- 天下統一 1989年
- 天下統一II 乱世の覇者 1991年
- 天下統一II パワーアップセット (PUS) 1992年
- 天下統一II スペシャルセット 1992年（『天下統一II』と『PUS』のセット販売）

### X68000版
- 天下統一 （販売元：サイバーヘッド（旧:アルシスソフトウェア））1990年5月

### J-3100版
- 天下統一 1991年1月

### Windows版
- 天下統一 乱世の覇者 1997年 （『II PUS』のシステム）
- 天下統一 クロニクル 1997年 （『乱世の覇者』専用データベース）
- 天下統一 相剋の果て 1997年 （『II PUS』の再移植）
- 復刻版 天下統一 1999年（初代のWindows版移植）
- 天下統一 相剋の果てシナリオ集 1999年 （『相剋の果て』の拡張パックに相当）
- 天下統一III 2001年
- 天下統一ADVANCE 2002年 （初代のシステムを継承）
- 天下統一IV 2002年 （『III』のシステムを発展）
- 天下統一V 2008年 （『III』『IV』のシステムを発展）
- 天下統一SSB 2023年

### Macintosh版
- 復刻版 天下統一 1999年 （初代の移植）

### メガドライブ版
- 乱世の覇者 （販売元：アスミック） 1991年

### PlayStation版
- 天下統一 （販売元：アンバランス）1999年2月4日 （PC-98版『II PUS』の移植）

### PlayStation 2版、PlayStation Portable版
- 戦国天下統一 2009年3月26日 （『V』の移植。PS2版、PSP版それぞれに新シナリオを1つずつ追加し、新武将を大名にすることが可能）

### NINTENDO DS版
- 真・戦国天下統一～群雄たちの争乱 2010年1月21日 （『天下統一ADVANCE』を一部アレンジしての移植）

## 攻略本
- 天下統一II　乱世の覇者になるための本   定価:1,853円 (本体1,748円＋税)  発売日:1992年9月2日 ISBN 9784756106384